# Paulus Potter

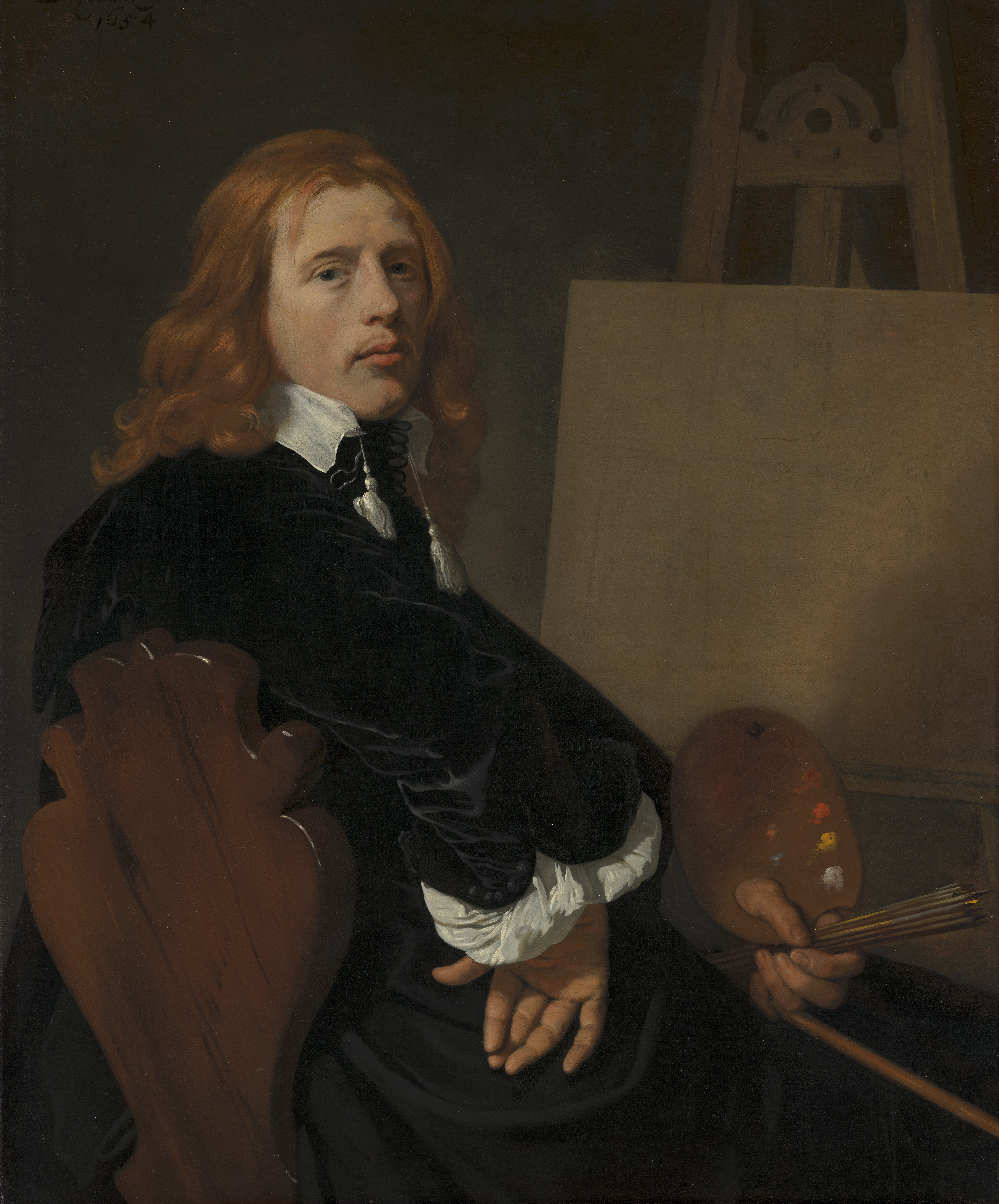
Paulus Potter Porträt, gemalt von Bartholomeus van der Helst

Paulus Pieterszoon Potter (getauft 20. November 1625 in Enkhuizen; begraben 17. Januar 1654 in Amsterdam) war ein niederländischer Landschafts- und Tiermaler des Barocks.

## Leben und Werk
Paulus Potter lernte im Amsterdamer Atelier seines Vaters Pieter Symonsz Potter und bei Jacob de Wel, möglicherweise auch bei Pieter Lastman und Claes Moeyaert. 1646 wurde er Mitglied der Delfter St. Lukasgilde. Um 1649 wohnte er in Den Haag, wo er auch Mitglied der Gilde wurde. 1652 kehrte er – mittlerweile mit Adriana Backen Eynde verheiratet – wieder nach Amsterdam zurück, wo der Mediziner Dr. Nicolaes Tulp sein Mentor wurde.

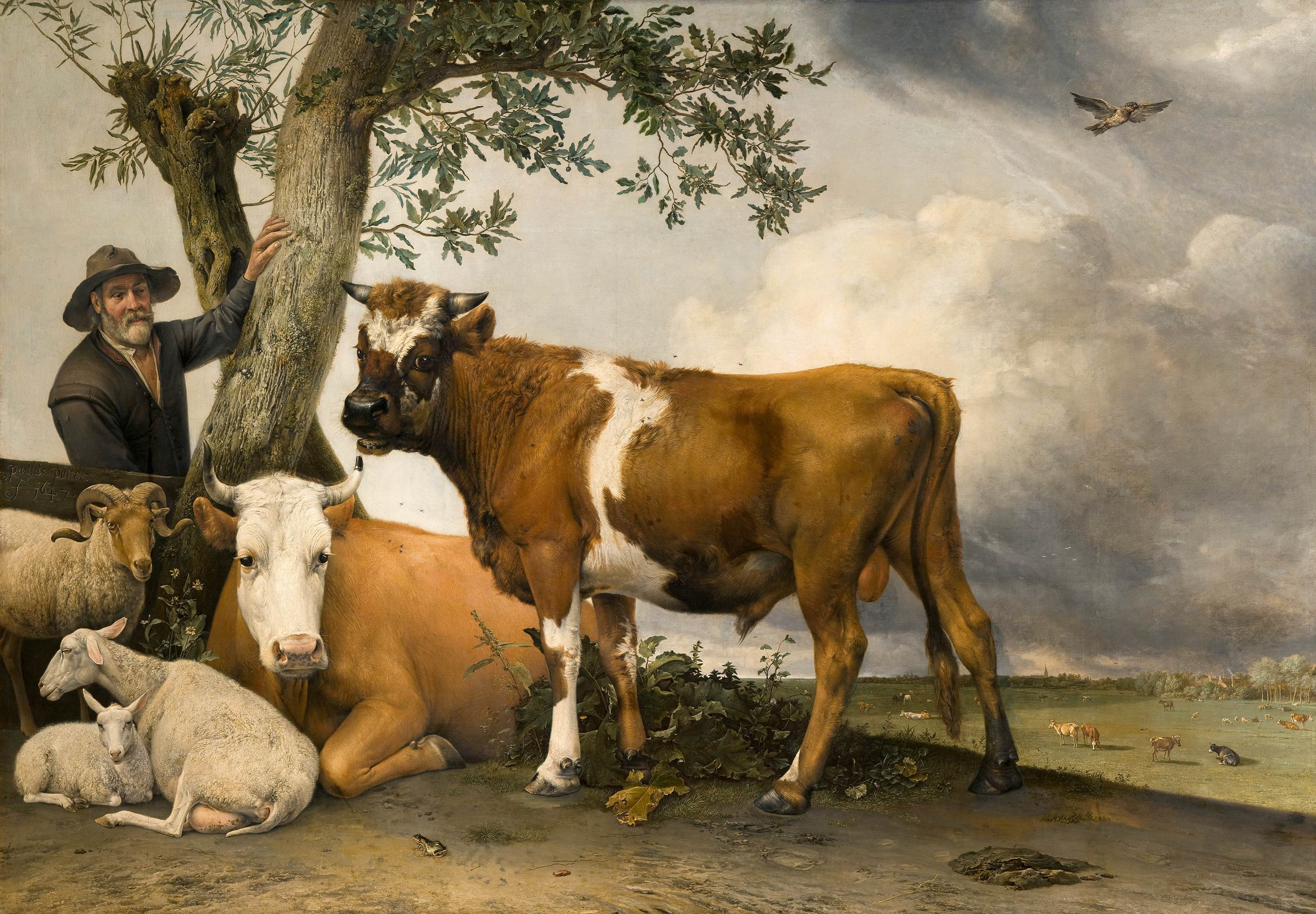
Der Stier, Mauritshuis Den Haag

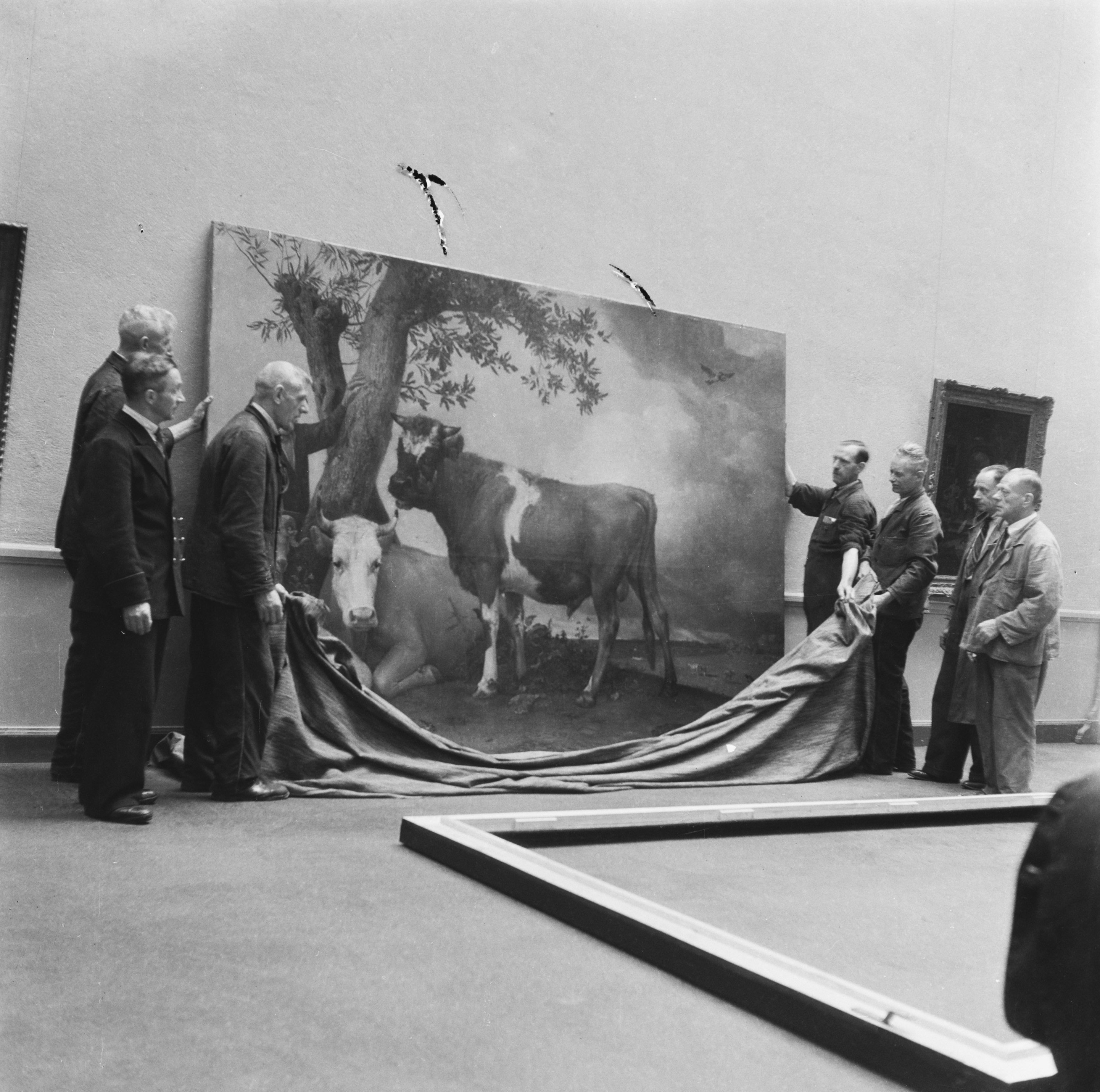
Der Stier, Rijksmuseum,
Foto: Emmy Andriesse, Juli 1945

Die ersten bekannten Arbeiten datieren aus dem Jahr 1641. Sein Werk bis zu seinem frühen Tuberkulosentod umfasst insgesamt etwa 130 Gemälde, vor allem holländische Weidelandschaften mit detailgenauen Viehdarstellungen, Genrebilder und Jagdszenen. Seine Tierstücke sind weltberühmt. Sein wohl bekanntestes Werk ist das großformatige Gemälde Der junge Stier aus dem Jahr 1647, das heute im Mauritshuis in Den Haag zu sehen ist. Seine Geburtsstadt Enkhuizen ehrte ihn mit einem Denkmal, das den jungen Potter zeichnend darstellt.
Der Asteroid (12647) Pauluspotter wurde 2016 nach ihm benannt.
2018 wurde darüber gemutmaßt, ob Potters Werk Große Rinderherde nach dem Untergang des Schiffes „Vrouw Maria“ 1771 auf dem Grund der Ostsee liegt.

## Werke
- Das gescheckte Pferd, (1653, 41 × 30 cm, Öl auf Holz,  Louvre, Paris)
- Die Melkerin (1648, 38,0 × 49,5 cm, Öl auf Holz, Staatliches Museum Schwerin)
- Pferde auf der Weide, (1649, 24 × 30 cm, Öl auf Holz, Rijksmuseum Amsterdam)